# Wolga-Gambit
|   | a | b | c | d | e | f | g | h |   |
| 8 |   |   |   |   |   |   |   |   | 8 |
| 7 |   |   |   |   |   |   |   |   | 7 |
| 6 |   |   |   |   |   |   |   |   | 6 |
| 5 |   |   |   |   |   |   |   |   | 5 |
| 4 |   |   |   |   |   |   |   |   | 4 |
| 3 |   |   |   |   |   |   |   |   | 3 |
| 2 |   |   |   |   |   |   |   |   | 2 |
| 1 |   |   |   |   |   |   |   |   | 1 |
|   | a | b | c | d | e | f | g | h |   |

Die Grundstellung des Wolga-Gambits nach 3. … b7–b5
Beim Wolga-Gambit oder auch Benkö-Gambit bzw. Wolga-Benkö-Gambit handelt es sich um eine Eröffnung des Schachspiels, die aus der Indischen Verteidigung hervorgeht. Das Wolga-Gambit zählt zu den Geschlossenen Spielen und wird in den ECO-Codes unter den Schlüsseln A57 bis A59 klassifiziert. Die Eröffnung wurde nach dem Großmeister Pál Benkő benannt.
Das Wolga-Gambit beginnt mit den Zügen:
1. d2–d4 Sg8–f6 2. c2–c4 c7–c5 3. d4–d5 b7–b5
Mit seinem letzten Zug opfert Schwarz einen Bauern, er spielt also ein Gambit, mit dem Ziel, durch weitere Linienöffnungen am Damenflügel dort Druckspiel aufzubauen, das bis ins Endspiel wirksam ist. Zusätzlich wird, ähnlich wie im verwandten Blumenfeld-Gambit, ein Stützbauer des weißen Zentrums beseitigt.

## Geschichte
Die Vorläufer des Wolga-Gambit finden sich in Partien von Karel Opočenský, Erik Lundin, Gösta Stoltz und David Bronstein, in denen dieses Flügelgambit verspätet eingesetzt wurde, z. B. erst nach 1. d2–d4 Sg8–f6 2. c2–c4 c7–c5 3. d4–d5 g7–g6 4. Sb1–c3 d7–d6 5. e2–e4 b7–b5 .
Der Name Wolga-Gambit stammt aus einem Artikel von B. Argunow aus dem Jahr 1946 in der russischen Zeitschrift Schachmaty. Vor allem in der russischen Literatur, aber auch in der deutschen Literatur ist diese Bezeichnung üblich.
Ende der 1960er Jahre wurde die Eröffnung von dem in den USA lebenden ungarischen Großmeister Pál Benkő propagiert, der sie um viele neue Ideen bereicherte.
Benkő konzentrierte sich in seiner Untersuchung auf die baldige Fianchettierung des Läufers f8 nach 4. c4xb5 a7–a6 5. b5xa6, die heute als Hauptfortsetzung anerkannt ist. Die Fortsetzung 4. c4xb5 e7–e6, die dem Blumenfeld-Gambit ähnelt, geriet in Vergessenheit.

## Varianten

### Ablehnungen des Wolga-Gambits
- 4. Sg1–f3 will Schwarz zu b5xc4 verleiten, um dann ohne b5–b4 befürchten zu müssen sofort 5. Sb1–c3 nebst 6. e2–e4 und 7. Lf1xc4 zu ziehen. Alex Yermolinsky empfiehlt nach 4. … g6 die verspätete Annahme 5. c4xb5 a7–a6 6. Dd1–c2. 4. … e7–e6 ist eine Zugumstellung zum Blumenfeld-Gambit. 4. … Lc8–b7 erhöht den Druck auf das weiße Bauernzentrum.
- 4. Dd1–c2 will Schwarz zu b5xc4 verleiten, um dann sofort 5. e2–e4 nebst 6. Lf1xc4 zu ziehen.
- Das von Miroslav Filip empfohlene 4. a2–a4 will b5xc4 erzwingen. Andrew David Martin rät darauf zu 4. … Dd8–a5+. 5. Lc1–d2 und 5. Dd1–d2 beantwortet er mit b5–b4. Das erschwert dann die Entwicklung des Springer b1. Gleichzeitig schließt Schwarz damit den Damenflügel komplett ab. Das erlaubt ihm die lange Rochade.
- 4. c4xb5 a7–a6 5. Sb1–c3 ist die Saizew-Variante. Nach 5. … axb5 6. e2–e4 b5–b4 7. Sc3–b5 d7–d6 steht der im schwarzen Lager isolierte Springer b5 sowohl aktiv als auch gefährdet. Nun ist 8. Lf1–c4 der Nescafe-Frappe-Angriff.
- die Dlugy-Variante 4. c4xb5 a7–a6 5. f2–f3 nebst 6. e2–e4
- 4. c4xb5 a7–a6 5. b5–b6. Das Spiel nimmt nun den Charakter der Benoni-Verteidigung an, z. B. nach 5. … e7–e6 6. Sb1–c3 Sf6xd5 7. Sc3xd5 e6xd5 8. Dd1xd5 Sb8–c6 9. Sg1–f3 Ta8–b8

### Angenommenes Wolga-Gambit
4. c4xb5 a7–a6 5. b5xa6 (Nach 5. e2–e3 a6xb5 6. Lf1xb5 Da5+ 7. Sb1–c3 Lc8–b7 ist das weiße Zentrum unter Druck.) Nun gilt 5. … g7–g6 statt des sofortigen 5. … Lc8xa6 als Feinheit, um 6. g2–g3 d7–d6 7. Lf1–g2 g7–g6 8. b2–b3 zu erschweren, das von Lajos Portisch gegen Efim Geller im Interzonenturnier Biel 1976 eingeführt wurde.
Praktisch laufen beide Fortsetzungen mit dem natürlichen 6. Sb1–c3 (6. b2–b3 Lf8–g7 7. Lc1–b2 0–0 behält die schwarze Option Sb8xa6 mit dem Ziel Sa6–b4! und Druck auf a2 und d5. Das natürliche Sb1–c3 kann dann zur Fesselung des Sc3 in der langen Diagonale führen.) Lc8xa6 auf dasselbe hinaus.
Der von B. Argunow behandelte Kampf um die Zentralfelder d5 und e4 5. … e7–e6 wird von Weiß mit 6. Sb1–c3 bewältigt.
- Hauptvariante 7. e2–e4 La6xf1 8. Ke1xf1 d7–d6 9. Sg1–f3 Lf8–g7
  - Das direkte 10. g2–g3 0–0 11. Kf1–g2 ist schnell, schwächt aber einige Felder
  - Das längere 10. h2–h3 0–0 11. Kf1–g1 Sb8–d7 12. Kg1–h2 verhindert das Manöver Sf6–g4
- Fianchettosystem 7. g2–g3 d7–d6 8. Lf1–g2 Lf8–g7 9. Sg1–f3 Sb8–d7. Mit 10. Ta1–b1 ergibt sich die Jepischin-Variante
- 7. Sg1–f3 d7–d6 8. Sf3–d2 plant Lf8–g7 9. e2–e4 La6xf1 10. Sd2xf1 um später noch rochieren zu können.
- Die Murey-Variante 7. f2–f4 plant d7–d6 8. Sg1–f3 Lf8–g7 um nach 9. e2–e4 La6xf1 10. Th1xf1 mit Ke1–f2–g1 künstlich zu rochieren.